# Musa Çelebi
Musa Çelebi (turco ottomano: موسى چلبی; ... – Çamurlu, 5 luglio 1413) è stato un principe ottomano, figlio del sultano Bayezid I. Fu emiro di Rumelia e ultimo pretendente al trono durante l'interregno ottomano, ma fu sconfitto e ucciso da Mehmed I, che divenne così il nuovo sultano.

## Biografia

### Origini
Musa Çelebi nacque come figlio dell'allora principe ottomano Bayezid, figlio del sultano Murad I, che sarebbe salito al trono nel 1389 come Bayezid I. Sua madre era Devletşah Sultan Hatun, principessa Germiyan. Era il secondo figlio della coppia, dopo Isa Çelebi, nato nel 1380.
Nel 1402, prese parte, insieme al padre e ai fratelli Süleyman, Isa, Mustafa e Mehmed, alla battaglia di Ankara contro il Khan timuride Tamerlano. Musa venne schierato al centro dell'esercito, dietro Bayezid. L'esercito ottomano subì una devastante sconfitta e Bayezid, Musa e Mustafa furono presi prigionieri. In seguito, Tamerlano frazionò l'impero ottomano, restituendo l'indipendenza ai beylik occupati e dividendo il territorio restante fra Süleyman (a Edirne), Isa (a Bursa) e Mehmed (ad Amasya).

### Interregno

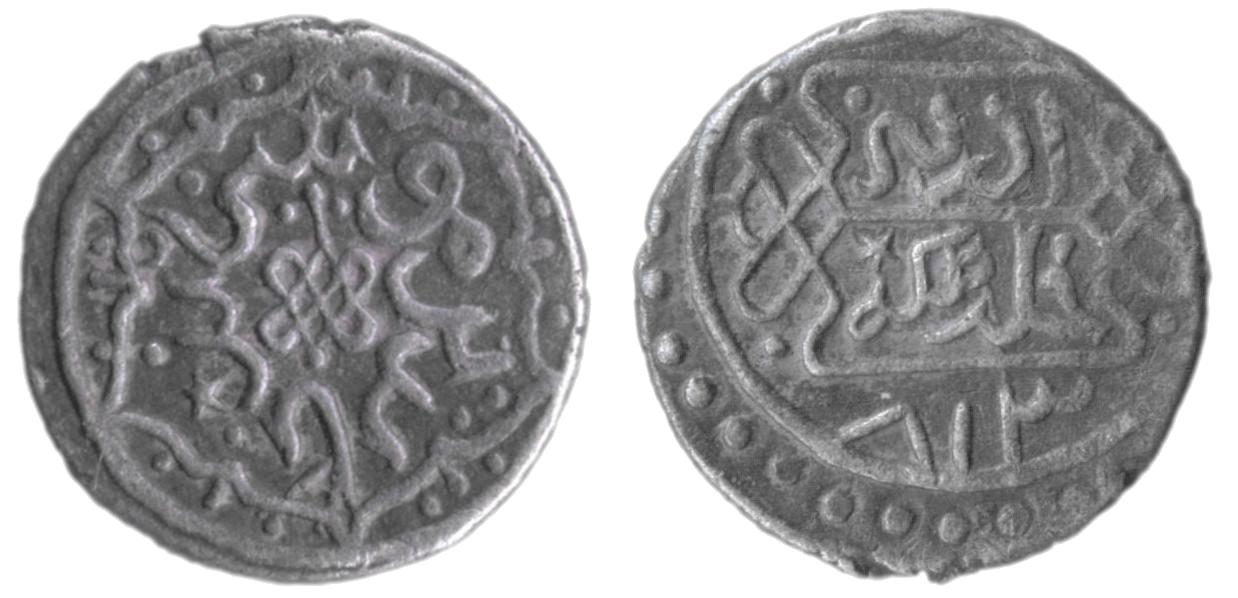
Aspro coniato da Musa

Dopo la morte di Bayezid I in prigionia nel marzo 1403, Tamerlano liberò Musa e lo mandò da suo fratello Mehmed insieme al corpo e a un editto che lo autorizzava a occupare le terre precedentemente assegnate a Isa. Così scoppiò una guerra civile che vedeva Süleyman e Isa contrapposti a Mehmed e Musa.
Dopo aver scacciato Isa da Bursa, che sarebbe morto alla fine del 1403, Musa fu inviato in Valacchia a chiedere l'aiuto di Mircea I, di cui sposò la figlia Arina. In questo modo, riuscirono a circondare Süleyman sia sul lato europeo che anatolico. Tuttavia Musa fu ripetutamente sconfitto in battaglia, a Kosmidion e a Edirne, ma riuscì a temporeggiare fino al 1411, quando il sostegno a Süleyman iniziò a cedere, fino a essere ucciso il 17 febbraio 1411. Nello stesso giorno, Musa entrò a Edirne e si proclamò Emiro di Rumelia.
A quel punto, Musa si aspettava di governare in Europa mentre suo fratello Mehmed avrebbe regnato in Anatolia, ma in realtà Mehmed lo considerava un suo vassallo e se stesso come unico sultano. Così, quando Musa si rivolse a Mehmed perché sostenesse il suo progetto di assediare Costantinopoli, il cui imperatore Manuele II Paleologo era stato alleato di Isa e Süleyman, Mehmed scelse invece di schierarsi coi bizantini. Inizialmente Musa riuscì a trionfare due volte su Mehmed, ma nel 1413 questi si alleò con Stefano Lazarević e Mehmed di Dulqadirid, di cui aveva sposato la figlia Emine, e affrontò nuovamente Musa nella battaglia di Çamurlu, vicino a Samaku.

### Morte
Ferito e privo di esercito, Musa cercò di fuggire, ma fu catturato dai cavalieri di Mehmed e a lui consegnato. Venne giustiziato il 5 luglio 1413 e sepolto nel mausoleo di Orhan I a Bursa.

### Conseguenze
Con la morte di Musa, ultimo pretendente al trono, Mehmed I divenne ufficialmente il nuovo e unico sultano dell'impero ottomano, chiudendo il decennio di guerre civili note come interregno.
Tuttavia, Mehmed dovette affrontare, con successo, la rivolta di Sheikh Bedreddin, kazasker fedele a Musa, e le due guidate da un pretendente che dichiarava di essere Mustafa, uno dei due figli di Bayezid con lui catturato nel 1402 e dato per morto, che continuò a rappresentare una minaccia fino al 1422, quando fu ucciso dal figlio di Mehmed I, Murad II.

## Famiglia

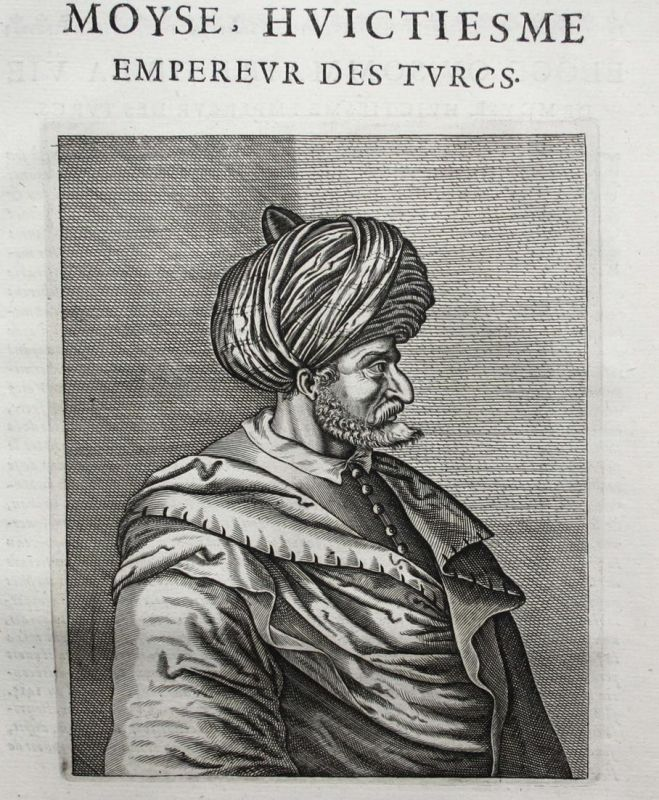
Incisione tratta dalla Histoire des Turcs, XVII secolo, Thomas Artus

Musa Çelebi aveva due consorti note:
- Arina di Valacchia, figlia di Mircea I, che sposò nel 1403[4];
- La figlia illegittima di Carlo I Tocco, che sposò nel 1412[5].